# 58式自動步槍
58式自動步槍（朝鮮語：58식 자동보총）是朝鮮民主主義人民共和國仿製的AK突擊步槍。

## 設計
就自動步槍而言，北韓接收到AK技術比中華人民共和國要稍遲一些。於1958年開始仿製，故名為“58式自動步槍”，除了機匣上的朝鮮語刻字外與原版AK沒有多少區別，出口用的版本則以簡單阿拉伯數字和符號取代了原本的朝鮮字選射銘文。最初的生產階段，北韓只生產該槍的機匣部分，其他零件都從蘇聯原裝進口。後來在蘇方顧問的指導下，該槍完全實現國產化。由于其工业水平不如接受苏联完整工业体系援助的中华人民共和国，因而仿制能力不足，使枪支的總體質量相比中国生产的早期型56式自动步枪较低，但由於一直採用蘇聯提供的鋼材和零件，總體質量相比中苏交恶后失去苏联原厂配件后所生產的后期型56式较高。
與原版AK相比，58式的重量較低，長度亦比AK長20毫米，其餘與AK完全相同。

## 發展
在韓戰休戰後，蘇聯開始向朝鮮民主主義人民共和國提供各種當時最先進的武器和技術援助。1958年，金日成下令仿製AK，並命名為“58式自動步槍”，用於取代在朝鮮人民軍服役的各種舊式栓式步槍（如：莫辛-納甘和三八式步槍等）。
隨著68式自動步槍逐漸列裝朝鮮人民軍，大部份的58式便從前線部隊撤裝，並轉交予民兵組織工農赤衛隊使用，其余大量库存继续用于对外军援（如越南）。少量58式出於貿易平衡的需要以及作為禮品被送往中華人民共和國，並在部隊中服役。現時58式在北韓只有工農赤衛隊等準軍事部隊使用，但仍在越南和古巴等国军队中大量服役。

## 在實戰中投入使用

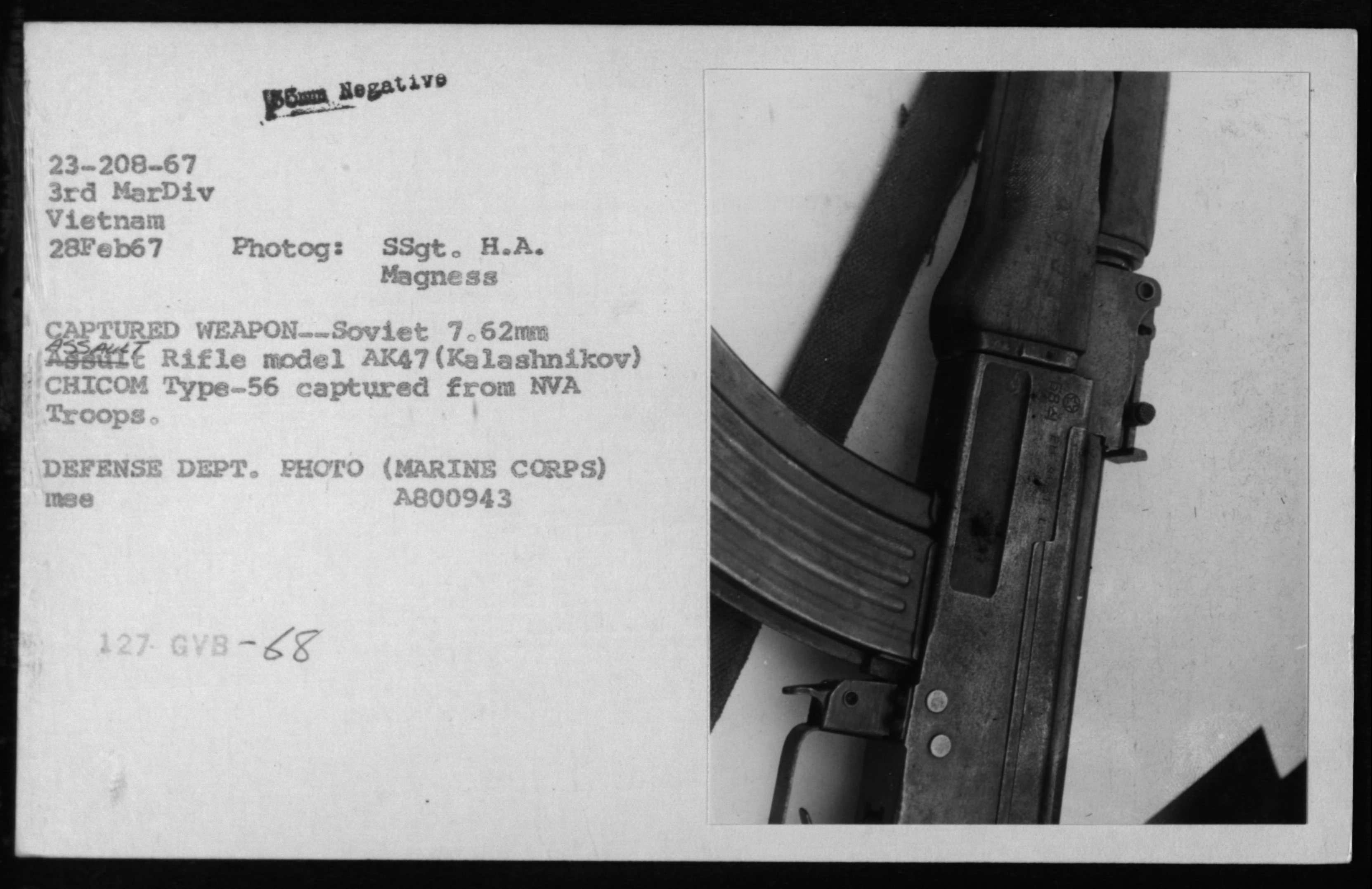
1967年美军缴获越南人民军的58式，被误认为是苏制原版AK

在冷戰期間，58式被大量出口到多個國家的正規部隊和叛亂勢力（如联合索马里大会）。這些步槍及其他由東方集團生產的AK步槍被廣泛地用於發生在東南亞、中東和非洲等地的武裝衝突。从越南戰爭期間至1990年代，北韓向北越軍队和越南南方民族解放陣線及越南统一后的越南人民军提供58式自動步槍作軍援，南越軍和美軍也使用繳獲品，在交戰雙方的評價並不亞於蘇聯及其他國家製造的AK。在中越戰爭和柬越战争期間，參戰的越南人民軍亦大量使用58式。在兩伊戰爭時，金日成政權同時向伊朗及伊拉克出售武器，58式因此連同其他AK衍生型被交戰雙方使用。現在，58式常常出現在非洲和中東地區的準軍事組織及政府軍手上。

## 使用國
- 柬埔寨
- 古巴
- 伊朗
- 伊拉克
- 馬爾他
- 卢旺达
- 尼加拉瓜
- 叙利亚
- 多哥
- 越南

## 外部連結
- 槍炮世界—朝鮮AK（页面存档备份，存于）